# شهرستان سنت کریکس (ویسکانسین)
شهرستان سنت کریکس، ویسکانسین (به انگلیسی: St. Croix County, Wisconsin) یک سکونتگاه مسکونی در ایالات متحده آمریکا است که در ویسکانسین واقع شده‌است.

## خصوصیات
شهرستان سنت کریکس ۱٬۹۰۶٫۲۴ کیلومترمربع مساحت دارد.